# EC XV de Novembro (Jaú)
Die Esporte Clube XV de Novembro, kurz XV de Jaú ist ein brasilianischer Fußballklub aus Jaú im Bundesstaat São Paulo.

## Geschichte
Einige Sportler, darunter José Piragine Sobrinho und Herminio Cappabianca, versammelten sich 1924 in der Bar São Pedro und beschlossen, eine Fußballmannschaft aus lokalen Spielern zu gründen. Zu dieser Zeit gab es den Esporte Clube Sírio. Als Gründungsdatum wurde der 15. November als Hommage an die Ausrufung der Republik gewählt und der Klub auf Vorschlag von Cappabianca entsprechend als Esporte Clube XV de Novembro de Jaú benannt. Die Farben, die der Verein trägt, Grün und Gelb, spielen auch auf die Farben der brasilianischen Flagge an.
Im Jahr 1931 erhielt der Verein den Spitznamen „Galo da Comarca“ und das Tier, der Hahn, bleibt sein Maskottchen.
Zunächst spielte XV de Jaú zwei Jahrzehnte lang bei Amateurturnieren im Landesinneren und entschloss erst 1948, eine Profimannschaft aufzustellen. In dem Jahr nahm er dann auch erstmals an der zweiten Liga der Staatsmeisterschaft von São Paulo teil. 1951 wurde der Klub in dem Wettbewerb Meister. In der Relegation gegen den Tabellenletzten der ersten Liga, den Jabaquara AC, konnte sich XV de Jaú in drei Spielen durchsetzen (5:0, 0:2, 1:0) und somit 1952 erstmals an der Série A der Staatsmeisterschaft teilnehmen. Der Verein konnte sich acht Jahre lang in der Elite des Landesfußballs halten, doch 1959 belegte man nur den 18. von 20 Plätzen und musste wieder in die zweite Liga absteigen.
Nachdem sich der Klub nicht mehr für die erste Liga qualifizieren konnte, beschloss dieser 1968, eine Pause vom Profifußball einzulegen. Erst 1975 kehrte er in die zweite Liga der Staatsmeisterschaft zurück. Während seiner Inaktivität nutzte der Verein die Gelegenheit, um sein Stadion, das Estádio Zezinho Magalhães, genannt Jauzão, mit einer Kapazität für 13.000 Personen, einzuweihen. Das Einweihungsspiel fand am 15. August 1973 gegen den CA Juventus statt, in welchem der Klub mit 1:2 unterlag.
1976 konnte XV de Jaú wieder die zweite Liga gewinnen. Die Meisterschaft wurde überschattet, als es nach einem Meisterschaftsspiel in São Carlos gegen Grêmio Esportivo Sãocarlense zu einer heftigen Schlägerei zwischen den Fans kam, es zu diversen Verletzungen führte. Bei der Rückkehr der Delegation und der Fans in einem Korso nach Jaú kam es auf der Autobahn Luís Augusto de Oliveira, die São Carlos mit Jaú verbindet, zu einem tragischen Unfall, bei dem Fans von XV de Jaú ums Leben kamen, was zu Aufruhr und Trauer in der Stadt führte.
In der Saison 1977 verzeichnete das Stadion Jauzão einen Besucherrekord. 24.533 Zuschauer verfolgten das Spiel in der ersten Liga gegen Corinthians São Paulo.
1979 konnte der Klub erstmals am Spielbetrieb der obersten Liga Brasiliens teilnehmen, in dem Jahr der Copa Brasil 1979. Durch Entscheidung der brasilianischen Militärregierung wurde das Teilnehmerfeld auf insgesamt 94 Mannschaften angehoben. Im Vorjahr waren es noch 74 Teilnehmer. In dem Turnier war vorgesehen, dass die Teilnehmer des Torneio Rio-São Paulo 1979, welche dann aber abgesagt worden war, das Feld in der zweiten Runde ergänzen sollten. Dieses traf auch auf Jaú zu. Er traf in der Gruppe N auf sieben Gegner und wurde sechster. In der Gesamttabelle erreichte der Klub den 56. Platz.
Über eine gute Platzierung bei der Staatsmeisterschaft 1981, erreichte der Verein eine zweite Beteiligung in der obersten Liga, bei der Taça de Ouro 1982. Der Mannschaft gelang das Erreichen der zweiten Runde. In seiner Gruppe L kam er auf den dritten Platz und schied aus. Im Gesamtklassement kam Jaú auf den 20. von 44 Plätzen.
1988 konnte Jaú an der Austragung der Série C, der dritten Liga auf Landesebene, teilnehmen. Der Klub kam über die erste Runde nicht hinaus und schloss das Turnier als 40. ab (43. Teilnehmer).
Der Verbleib der Staatsmeister dauerte bis 1993. Dann musste der Klub absteigen. Nachdem der Verein in den Jahren 1994 und 1995 in der Série A2 der Staatsmeisterschaft gespielt hatte, gelang ihm 1996 die Rückkehr in die A1, 1997 stieg er jedoch ab. 1998 hatte XV de Jaú keine gute Saison und musste einen weiteren Abstieg in die Série A3 hinnehmen. Im Jahr 2006 wurde der Verein Vizemeister dieser Division und schaffte damit die Rückkehr in die A2. Doch drei Jahre später kehrte er in die A3 zurück, wo er bis 2012 blieb. Im Jahr 2012 hatte XV während der Staatsmeisterschaft keinen guten Lauf und stieg in die B1-Serie (vierte Fußballliga von São Paulo) ab.
2015 musste Jaú aufgrund finanzieller Schwierigkeiten seine Aktivitäten im Profisport einstellen, konnte diese jedoch im Jahr darauf wieder aufnehmen. In der Série A4 erreichte der Klub 2024 das Halbfinale und die Qualifikation für die Série A3 im Folgejahr.

## Bekannte Spieler
- Angelo Sormani kam aus der Jugend des Klubs und wurde 1962 italienischer Fußballnationalspieler.
- Dino Sani, Fußball-Weltmeister 1958
- Sonny Anderson, nationaler Meister in Brasilien, Frankreich und Spanien
- Edmílson, 40-facher Nationalspieler und UEFA-Champions-League-Sieger
- Edu, Copa-Libertadores-Sieger
- Kazuyoshi Miura, gilt als einer der besten japanischen Fußballspieler aller Zeiten
- Ralf de Souza Teles, FIFA-Klub-Weltmeister

## Erfolge
- Staatsmeisterschaft von São Paulo Zweite Liga: 1951, 1976